# Tadeusz Pilat
Tadeusz Zygmunt Pilat (ur. 8 września 1844 w Gumniskach, zm. 9 stycznia 1923 we Lwowie) – prawnik polski, specjalista prawa administracyjnego, profesor i rektor Uniwersytetu Lwowskiego, poseł na galicyjski Sejm Krajowy, członek Akademii Umiejętności w Krakowie (późniejszej Polskiej Akademii Umiejętności).

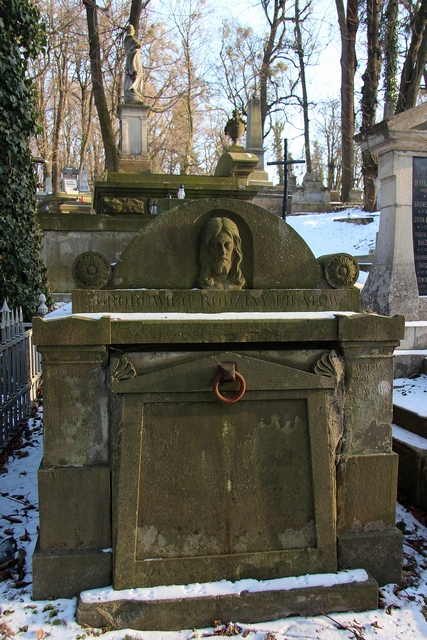
Grobowiec Pilatów we Lwowie

## Życiorys
Był synem Stanisława (pisarza, pedagoga, autora pamiętników) i Rudolfiny z Gnatkowskich, bratem Romana (historyka literatury, profesora Uniwersytetu Lwowskiego) i Władysława (ekonomisty i socjologa, również profesora Uniwersytetu Lwowskiego).
Uczęszczał do gimnazjum we Lwowie (do 1862). W latach 1862–1867 studiował prawo na Uniwersytecie Lwowskim. W 1867 obronił doktorat praw na podstawie pracy Zdania ze wszystkich umiejętności prawniczych i politycznych. 
Po studiach podjął pracę w administracji Namiestnictwa we Lwowie (do 1872). W 1869 habilitował się (praca pt. Ueber den Begriff des wirtschaftlichen Werthes) i został docentem w Katedrze Ekonomii Społecznej Uniwersytetu Lwowskiego. Habilitację uzyskał również z prawa administracyjnego (1870) i – po studiach uzupełniających w Pruskim Biurze Statystycznym w Berlinie – ze statystyki (1871). 
W 1872 mianowany profesorem nadzwyczajnym Uniwersytetu Lwowskiego, objął Katedrę Statystyki i Nauki Administracji; profesorem zwyczajnym został w 1878. Pełnił funkcję dziekana Wydziału Prawa i Administracji (czterokrotnie, 1880/1881, 1884/1885, 1889/1890, 1900/1901), rektora (1886/1887), prorektora (1887/1888). Od 1909 był profesorem honorowym. 30 listopada 1908 otrzymał austriackie szlachectwo II stopnia (tytuł „Ritter”, dosł. podniesiony do stanu rycerskiego).
W latach 1876–1914 zasiadał w Sejmie Krajowym. Kierował przez kilkadziesiąt lat (1874-1920) Biurem Statystycznym Wydziału Krajowego we Lwowie, a w latach 1901-1920 był zastępcą marszałka Wydziału Krajowego. W 1888 został powołany na członka korespondenta krakowskiej Akademii Umiejętności (od 1918 PAU). Był członkiem korespondentem Centralnej Komisji Statystycznej w Wiedniu (od 1876), członkiem czynnym Towarzystwa Naukowego we Lwowie (od 1920).
Członek i działacz Galicyjskiego Towarzystwa Gospodarskiego, członek jego Komitetu (24 czerwca 1874 – 15 czerwca 1892, 18 czerwca 1903 – 20 czerwca 1914), jego wiceprezes (15 czerwca 1892 – 18 czerwca 1903). Był działaczem Polskiego Towarzystwa Gimnastycznego „Sokół” na przełomie XIX/XX wieku sprawując funkcje prezesa Okręgu II oraz gniazda w Tarnowie.
Zajmował się prawem administracyjnym, historią administracji, statystyką. Przygotowywał projekty reform administracyjnych, m.in. dotyczące prawa przynależności do gminy, działania służby sanitarnej, prawa wyborczego. Analizując przyczyny zahamowania rozwoju produkcji rolnej w Galicji wskazał na niekorzystne warunki transportu kolejowego oraz wysokie taryfy przewozowe. Redagował dzieło zbiorowe Wiadomości statystyczne o stosunkach krajowych (1876, 11 tomów). Jego studentami byli m.in. Maurycy Jaroszyński i Stanisław Starzyński.
Został odznaczony m.in. Orderem Korony Żelaznej III klasy, krzyżem komandorskim Orderu Franciszka Józefa oraz Medalem Jubileuszowym Pamiątkowym dla Cywilnych Funkcjonariuszów Państwowych.
Został pochowany na Cmentarzu Łyczakowskim we Lwowie. Był ojcem Stanisława (chemika, profesora Politechniki Lwowskiej, zamordowanego przez hitlerowców w grupie uczonych lwowskich w 1941).

## Publikacje
Ogłosił m.in.:
- O metodach zbierania dat do statystyki żniw (1871)
- O miejskich biurach statystycznych (1871)
- Skład reprezentacyi gminnych w miastach i miasteczkach galicyjskich (1874)
- Statystyczne przedstawienie ustroju powiatowego Galicyi i ostatnie wybory do rad powiatowych (1874)
- Stan gminnych kas pożyczkowych w Galicyi (1875)
- O kompetencyi ustawodawczej w sprawach kultury krajowej (1877)
- Urządzenia gminne i patrymonialne w dawnej Polsce (1878)
- Skorowidz dóbr tabularnych w Galicyi z Wielkiem Ks. Krakowskiem (1890)
- Prawne stosunki własności tabularnej w Galicyi (1891)
- Własność tabularna w Galicyi (1891)
- O rządowym projekcie reformy wyborczej (1894)
- O reformie agrarnej (1897)
- Stosunki własności i posiadania (1898)
- Podręcznik statystyki Galicyi (1900)